# Правительство национального спасения Милана Недича
Совет министров Сербии, так называемое «Правительство национального спасения  (серб. Влада националног спаса)», или Режим Недича — коллаборационистское правительство оккупированной немецкими войсками Сербии, существовавшее с августа 1941 по октябрь 1944. Было по сути вспомогательным органом власти военной оккупационной администрации.

## Гражданский комиссариат
1 мая 1941 года оккупационные немецкие власти создали в Сербии орган власти под названием Гражданский комиссариат, во главе которого поставили Милана Ачимовича. В комиссариат вошли 10 комиссаров, руководивших отдельными областями хозяйства (сам Ачимович стал также комиссаром внутренних дел). Важнейшие посты заняли М. Янкович (комиссар по делам юстиции) и Д. Лётич. Однако грабительская политика Германии и её союзников вызвала сопротивление ряда комиссаров, трое из которых 23 августа 1941 года подали в отставку, после чего комиссариат был распущен.

## Правительство Недича
После расформирования Гражданского комиссариата должностные лица Германии в Белграде пришли к идее, что для стабильности в Сербии, а также повышения репутации Германии, должно быть создано сербское правительство под руководством профессиональных немецких властей.
В состав нового правительства было предложено включить Джуру Докича, Лазара Марковича, Косту Кумануди, Велибора Йонича, Димитрие Лётича, Михайла Олчана, президента Сербской Королевской академии наук Александра Белича и Александра-Цинцара Марковича. Первоначально, на должность премьер-министра предлагался Димитрие Лётич. Однако Лётич поблагодарил за доверие и порекомендовал на эту должность Милана Недича, который имел в народе большой авторитет. После нескольких встреч Гарольда Турнера (представителя генерала Данкельмана) с Недичем, последний согласился занять предложенный ему пост. Своё правительство он назвал «правительством национального спасения».
28 августа, перед принятием присяги перед немецким генералом, Недич провёл совещание, где подчеркнул, что действия правительства будут направлены на спасение сербского народа, который гибнет в Западной Сербии и по вине партизан.
При освобождении Белграда в 1944 году были схвачены, осуждены и расстреляны министры правительства Недича Йован Миюшкович и Добросав Веселинович. После освобождения Югославии большинство министров правительства национального спасения попытались бежать из страны, в частности в Австрию, откуда были возвращены и осуждены за государственную измену.
Только бывшим министрам Боривое Йоничу и Миодрагу Дамяновичу удалось бежать и укрыться за рубежом. Йонич умер во Франции, Дамянович в Германии в 1956 году.
Сам Милан Недич, по официальной версии, покончил жизнь самоубийством, выбросившись из окна.